# 金井貴嗣
金井 貴嗣（かない たかじ、1951年 - ）は、日本の法学者。専門は、独占禁止法・経済法。中央大学名誉教授。元日本経済法学会理事長（2011年-2017年）

## 来歴
東京生まれ。東京都立豊多摩高等学校、 中央大学法学部卒業。1989年中央大学教授に就任。横田正俊記念賞専攻委員。

## 職歴
- 1976年 中央大学法学部助手
- 1981年 中央大学法学部助教授
- 1989年 中央大学法学部教授
- 2003年 中央大学法学部長(2007年まで)
- 2004年 中央大学大学院法務研究科教授
- 2022年 中央大学名誉教授

## 学外での活動
- 日本経済法学会理事長
- 日本国際経済法学会監事
- 文部省学術審議会専門委員（1987年-1989年）
- 日本学術会議社会法学研究連絡委員会委員（2000年-2003年）

## 主な著書
- 『ケースブック独占禁止法』（弘文堂、金井・川濱昇、2006年）
- 『独占禁止法』（弘文堂、編著、2004年）
- 『独占禁止法』（青林書院、2002年）
- 『独占禁止法の理論と展開（1）』（三省堂、2002年）
- 『経済法』（有斐閣、金井・江口公典・山部俊文・土田和博と共著、1999年）
- 『アメリカ・EU独占禁止法と国際比較』（三省堂、1996年）
- 『現代経済社会と法』（三省堂、正田・藤原・畠山と共著、1990年）